# Xian de Luxi (Jiangxi)
Pour les articles homonymes, voir Luxi (homonymie).
Le xian de Luxi (芦溪县 ; pinyin : Lúxī Xiàn) est un district administratif de la province du Jiangxi en Chine. Il est placé sous la juridiction de la ville-préfecture de Pingxiang.

## Démographie
La population du district était de 272 943 habitants en 1999.